# Thunder Bay—Atikokan (circonscription provinciale)
Circonscription électorale provinciale du Canada
Thunder Bay—Atikokan est une circonscription provinciale de l'Ontario représentée à l'Assemblée législative de l'Ontario depuis 1999.

## Géographie
La circonscription consiste en la ville de Thunder Bay, les municipalités de Neebing et d'Oliver Paipoonge et les cantons de Conmee, d'Atikokan, Gillies et d'O'Connor.
Les circonscriptions limitrophes sont Kenora—Rainy River et Thunder Bay—Supérieur-Nord.

## Historique
| Législature                                                                                          | Années        | Député     | Député                  | Parti                     |
| --- | ------------- | ---------- | ----------------------- | ------------------------- |
| Thunder Bay—Atikokan Circonscription issue de Port Arthur, Fort William, Lake Nipigon et Rainy River |               |            |                         |                           |
| 37e                                                                                                  | 1999-2003     |            | Lyn McLeod              | Libéral                   |
| 38e                                                                                                  | 2003-2007     | Bill Mauro |                         | Libéral                   |
| 39e                                                                                                  | 2007-2011     | Bill Mauro |                         | Libéral                   |
| 40e                                                                                                  | 2011-2014     | Bill Mauro |                         | Libéral                   |
| 41e                                                                                                  | 2014-2018     | Bill Mauro |                         | Libéral                   |
| 42e                                                                                                  | 2018-2022     |            | Judith Monteith-Farrell | Néo-démocrate             |
| 43e                                                                                                  | 2022-2025     |            | Kevin Holland           | Progressiste-conservateur |
| 44e                                                                                                  | 2025-en cours |            | Kevin Holland           | Progressiste-conservateur |

## Circonscription fédérale
Depuis les élections provinciales ontariennes du 4 octobre 2007, l'ensemble des circonscriptions provinciales et des circonscriptions fédérales sont identiques. Cependant, les circonscriptions du Nord de l'Ontario sont différentes dont Thunder Bay—Atikokan.
Une ancienne circonscription fédérale nommée Thunder Bay—Atikokan a existé de 1979 à 2004.